# 4472 Навашин
4472 Навашин (енгл. 4472 Navashin) је астероид главног астероидног појаса чија средња удаљеност од Сунца износи 2,240 астрономских јединица (АЈ).
Апсолутна магнитуда астероида је 13,6.